# أدونيس مبهج
أدونيس مبهج (الاسم العلمي: Adonis chaerophylla) نوع نباتي ينتمي إلى جنس الأدونيس أو عين الجمل من الفصيلة الحوذانية.